# Hangzhou Smilodons
Gli Hangzhou Smilodons sono una squadra di football americano di Hangzhou, in Cina.

## Dettaglio stagioni

### Tornei nazionali

#### Campionato

##### AFLC/CNFL
| Stagione | regular season | regular season | regular season | regular season | regular season | regular season | playoff | playoff | playoff | playoff | playoff | playoff   | playoff          |
|          | Vin            | Par            | Per            | Tot            | PF             | PS             | Vin     | Per     | Tot     | PF      | PS      | risultato | avversaria       |
| -------- | -------------- | -------------- | -------------- | -------------- | -------------- | -------------- | ------- | ------- | ------- | ------- | ------- | --------- | ---------------- |
| 2017     | 1              | 0              | 3              | 4              | 14             | 116            | -       | -       | -       | -       | -       | -         | -                |
| 2018     | 2              | 0              | 3              | 5              | 73             | 150            | -       | -       | -       | -       | -       | -         | -                |
| 2019     | 2              | 0              | 2              | 4              | 135            | 43             | 0       | 1       | 1       | 22      | 25      | Wild Card | Foshan Tigers    |
| 2020     | 4              | 0              | 0              | 4              | 102            | 37             | 2       | 0       | 2       | 53      | 30      | Campioni  | Chengdu Pandaman |
| Totale   | 9              | 0              | 8              | 17             | 324            | 346            | 2       | 1       | 3       | 75      | 55      |           |                  |

Fonti: Enciclopedia del Football - A cura di Roberto Mezzetti

##### Torneo di Primavera
| Stagione | regular season | regular season | regular season | regular season | regular season | regular season | playoff | playoff | playoff | playoff | playoff | playoff    | playoff           |
|          | Vin            | Par            | Per            | Tot            | PF             | PS             | Vin     | Per     | Tot     | PF      | PS      | risultato  | avversaria        |
| -------- | -------------- | -------------- | -------------- | -------------- | -------------- | -------------- | ------- | ------- | ------- | ------- | ------- | ---------- | ----------------- |
| 2021     | -              | -              | -              | -              | -              | -              | 1       | 1       | 2       | 56      | 43      | Semifinale | Shenyang Spartans |
| Totale   | -              | -              | -              | -              | -              | -              | 1       | 1       | 2       | 56      | 43      |            |                   |

Fonti: Enciclopedia del Football - A cura di Roberto Mezzetti

### Riepilogo fasi finali disputate
| Anno             | Luogo | Evento              | Fase del torneo | Incontro                               | Risultato |
| 16 novembre 2019 |       | CNFL                | Wild Card       | Foshan Tigers - Hangzhou Smilodons     | 25 - 22   |
| 9 gennaio 2021   |       | CNFL                | Finale          | Hangzhou Smilodons - Chengdu Pandaman  | 33 - 24   |
| 22 maggio 2021   |       | Torneo di Primavera | Semifinale      | Hangzhou Smilodons - Shenyang Spartans | 14 - 25   |

## Palmarès
- 1 CNFL (2020)